# Sebastian Witek
Sebastian Witek (* 28. Juni 1986 in Kłodzko, Powiat Kłodzki) ist ein ehemaliger polnischer Biathlet.
Sebastian Witek lebt in Duszniki-Zdrój. Der Sportler von KS AZS AWF Katowice wird von Malwina Wojtas trainiert. Sowohl 2005 in Kontiolahti als auch 2007 in Martell nahm er ohne größere Erfolge an Junioren-Weltmeisterschaften teil. Er konnte sich nie unter den besten 30 platzieren. Nur wenig besser waren die Ergebnisse Witeks bei den Junioren-Europameisterschaften 2006 von Langdorf und 2007 von Bansko. Auf kontinentaler Ebene war Platz 18 in der Verfolgung 2007 bestes Resultat.
Bei Erwachsenenrennen tritt Witek seit der Saison 2007/08 an. Sein erstes Rennen im Biathlon-Weltcup bestritt er zum Auftakt der Saison in Kontiolahti und wurde 89. des Einzels. Obwohl er seine Leistung im ersten Jahr nie verbessern konnte, wurde Witek für die Biathlon-Weltmeisterschaften 2008 von Östersund nominiert. Dort wurde er im Einzel eingesetzt und wurde 104, sowie im Sprintrennen, in dem er auf Platz 91 lief. Etwas besser verliefen die Biathlon-Europameisterschaften 2008 in Nové Město na Moravě. Der Pole wurde 60. im Einzel, 69. des Sprints und 13. mit der Staffel. Die Saison 2008/09 brachte einen Leistungssprung. Witek verbesserte sein bestes Weltcupresultat in einem Sprint in Hochfilzen auf Rang 45 und verpasste nun nur noch knapp erste Weltcuppunkte.

## Biathlon-Weltcup-Platzierungen
Die Tabelle zeigt alle Platzierungen (je nach Austragungsjahr einschließlich Olympische Spiele und Weltmeisterschaften).
- 1.–3. Platz: Anzahl der Podiumsplatzierungen
- Top 10: Anzahl der Platzierungen unter den ersten zehn (einschließlich Podium)
- Punkteränge: Anzahl der Platzierungen innerhalb der Punkteränge (einschließlich Podium und Top 10)
- Starts: Anzahl gelaufener Rennen in der jeweiligen Disziplin

| Platzierung                           | Einzel | Sprint | Verfolgung | Massenstart | Staffel | Gesamt |
| ------------------------------------- | ------ | ------ | ---------- | ----------- | ------- | ------ |
| 1. Platz                              |        |        |            |             |         |        |
| 2. Platz                              |        |        |            |             |         |        |
| 3. Platz                              |        |        |            |             |         |        |
| Top 10                                |        |        |            |             |         |        |
| Punkteränge                           |        |        |            |             | 1       | 1      |
| Starts                                | 4      | 7      |            |             | 2       | 13     |
| Stand: nach Ende der Saison 2008/2009 |        |        |            |             |         |        |